# 케리그마
케리그마(Kerygma, κῆρυγμα, kêrugma)는 '설교'(눅 4:18-19, 롬 10:14, 마태 3:1)라는 말의 신약성경에서 사용한 그리스어다. 이와 관련한 헬라어 동사 'κηρύσσω'(kērússō)는 문자적으로 '전달자로서 선포하다'라는 의미다. 성서학자들 사이에서는 이 용어가 초대 교회의 핵심 메시지, 즉 예수에 대한 가르침의 본질을 가리키는 말로 자리잡았다.

## 용법
케리그마적(Kerygmatic)이라는 용어는 때때로 예수의 전 사역을 관통하는 메시지를 가리키는 데 사용되며, 이는 “이론적 이성에 대한 논증이 아니라, 하나의 ‘자기 자신에게 들리는 선포’로서의 메시지”를 의미한다. 이는 이해를 목적으로 교훈적으로 사용되는 성경 해석 방식과는 구별되며, 케리그마의 개념에서 십자가 처형의 의미는 중심적인 위치를 차지한다.
20세기 중반, 복음서의 문학적 장르에 대한 논의가 활발하던 시기, C. H. 다드와 루돌프 불트만과 같은 학자들은 복음서가 고대 세계에서 독특한 장르라고 주장하였다. 이들은 이 장르를 ‘케리그마’라고 명명하였으며, 이는 설교가 문학 형태로 발전한 결과라고 설명하였다. 이후의 연구에서는 불트만의 이론에 여러 문제점이 있음이 지적되었지만, 성서학 및 신학 담론에서 케리그마라는 용어는 점차 기독교 사도적 선포의 축약된 본질을 의미하는 말로 자리잡게 되었다.
도드는 『사도행전』에서 베드로의 설교들을 분석하여 고대 기독교의 케리그마를 다음과 같이 요약하였다:
1. 예언자들이 예고한 “말세”가 도래하였다.
2. 이 말세는 예수 그리스도의 탄생, 생애, 사역, 죽음, 부활을 통해 실현되었다.
3. 부활로 말미암아 예수는 야훼 우편에 높이 들리셔서 새 이스라엘의 메시아적 머리가 되셨다.
4. 교회 안에 임한 성령은 그리스도의 현재 권능과 영광의 표지이다.
5. 메시아 시대는 그리스도의 재림으로 완성될 것이다.
6. 회개를 촉구하며, 그에 따른 용서와 성령, 구원이 제시된다.

4세기에 이르러, 이 케리그마는 니케아 신경(Nicene Creed)의 형태로 공식화되었다.

## 같이 보기
- 클레멘스 교령집
- 복음 전도
- 신정통주의